# Mérifons
Mérifons är en kommun i departementet Hérault i regionen Occitanien i södra Frankrike. Kommunen ligger i kantonen Lunas som tillhör arrondissementet Lodève. År 2022 hade Mérifons 57 invånare.

## Befolkningsutveckling
Antalet invånare i kommunen Mérifons
Referens:INSEE